# Ventura Ruiz Aguilera

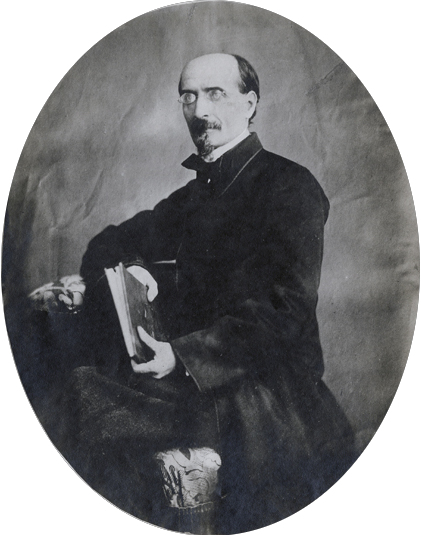
Ventura Ruiz Aguilera

Ventura Ruiz Aguilera, född 1820, död 1881, var en spansk författare.
Aguilera publicerade lyriska dikter från 1849 (Ecos nacionales), som avviker från den då förhärskande romantiken i Spanien genom sin mera didaktiska läggning. Hans diktsamlingar Cantars och Elegias med flera var däremot mer känslobetonade. Aguilera skrev även dramer och deltog i det politiska livet.